# Moskva
Moskva (russisk: Москва, tr. Moskva, russisk udtale: [mɐˈskva]  ( hør)) er hovedstaden og den største by i Rusland med 13.274.285(2025) indbyggere. I hele storbyområdet bor der 17,4 millioner indbyggere. Byen har været landets politiske, kulturelle, finansielle, uddannelsesmæssige og transportmæssige centrum i mere end 850 år. Byen er en føderal by omkranset af Moskva oblast i det Centrale føderale distrikt i den vestlige del af den Russiske Føderation. Byen var også hovedstad i Storfyrstendømmet Moskva, i det Russiske Kejserrige (indtil 1712, da hovedstaden flyttedes til Sankt Petersborg) og i Sovjetunionen fra 1918.
Den Røde Plads i centrum af Moskva er udgangspunkt for brede gader, der går ud i alle retninger, og disse er igen forbundet med et system af ringgader. Moskvafloden løber gennem byens centrum. De mest kendte bygninger er Vasilij-katedralen (med de karakteristiske løgkupler), Lenins mausoleum, Kreml og Bolsjojteatret. Moskvas metro er en af verdens mest travle undergrundsbaner. Byen var vært for Sommer-OL 1980.

## Historie
Den første skriftlige omtale af Moskva forekommer i Hypatiuskrøniken og beretter, at Jurij Dolgorukijs modtog fyrsten af Novgorod-Siverskij, Svjatoslav Olgovitj, til en rådslagning i bosættelsen "Moskva" ved Moskvafloden i 4. april 1147. Ni år senere, i 1156, beordrede fyrst Jurij Dolgorukij, at der skulle bygges en træmur omkring Moskva. I perioden 1237-1238 brændte mongolerne byen ned og dræbte indbyggerne. Moskva kom sig over det og blev hovedstad i et selvstændigt fyrstedømme i 1327. Byens gode placering ved Volgafloden hjalp til, at byen støt kunne udvikle sig.
Under Ivan I erstattede Moskva byen Tver som hovedstad i Vladimir-Suzdal og blev eneindsamler af skat for de mongolske herskere. Ved at betale en høj tribut fik Ivan et vigtigt gode fra khanen. Modsat andre fyrstedømmer blev Moskva ikke delt mellem herskerens sønner, men blev overdraget til den ældste. I 1380 ledede fyrst Dmitrij Donskoj af Moskva en forenet russisk hær til en vigtig sejr over mongolerne i slaget ved Kulikovo. Efter slaget fik Moskva en førende rolle i befrielsen af Rusland fra mongolsk overherredømme. I 1480 frigjorde Ivan III sig endeligt fra tatarernes kontrol ved Det store møde ved Ugra-floden, hvilket tillod Moskva at blive centrum for al magt i Rusland. Ved slutningen af hans regeringstid blev Moskva endeligt fastlagt som hovedstad i Rusland, efter at denne rolle tidligere havde skiftet mellem Kijev og Vladimir.
I 1600-tallet var der omfattende uroligheder blandt andet Befrielsen af Moskva fra polsk invasion (1612), opstande som Saltopstanden (1648), Kobberopstanden (1662) og Moskvaopstanden i 1682. Byen ophørte med at være Ruslands hovedstad i 1712, da den i 1703 grundlagte Sankt Petersborg blev udnævnt til ny hovedstad. Da Napoleon invaderede Rusland i 1812, evakuerede moskovitterne byen og brændte den af, da Napoleons tropper nærmede sig. Napoleons hær, der var plaget af sult, kulde og lange forsyningslinjer, blev dog tvunget til hurtigt at trække sig tilbage igen.
Efter Den Russiske Revolution 1917 blev Moskva den 12. marts 1918 hovedstad i Føderationen af russiske socialistiske sovjetrepublikker, som mindre end fem år senere blev til Sovjetunionen.
Under 2. verdenskrig var det militære hovedkvarter placeret i Moskva. I 1941 blev der dannet en mindre hær af frivillige moskovitter, og i november blev den tyske Heeresgruppe Mitte stoppet i byens forstæder og dernæst drevet ud under slaget om Moskva. Mange fabrikker blev evakueret sammen med store dele af centraladministrationen, og fra den 20. oktober blev byen erklæret under belejring. Josef Stalin forlod ikke byen, hvilket betød, at den øverste militære ledelse også blev. For at fejre 20-året for sejren i 2. verdenskrig blev Moskva den 8. maj 1965 sammen med 11 andre byer udnævnt til helteby.
Efter afslutningen af krigen begyndte en omfattende byggeperiode i byen. Især var perioden 1961 til 1971 kendetegnet ved omfattende nybyggeri, og i 1970 var indbyggertallet steget til næsten 7 mio. mennesker.
Moskva var vært for Sommer-OL 1980. Legene var præget af en boykot fra en række vestlige lande bl.a. USA, Vesttyskland og Japan, begrundet i Sovjetunionens invasion af Afghanistan året før.
I 1987 indtraf en af de mere spektakulære hændelser under den kolde krig, da Mathias Rust landede et lille fly nær Den Røde Plads.
I 1991 var Moskva ramme om et kupforsøg fra regeringsmedlemmer imod Mikhail Gorbatjovs reformer. Da Sovjetunionen blev opløst samme år, fortsatte Moskva med at være hovedstad, nu i Rusland. Siden da er der udviklet en markedsøkonomi, hvilket har skabt en eksplosion i vestlige forretninger, serviceudbud, arkitektur og livsstil.
I 1999 og 2002 var Moskva vidne til terrorangreb udført af tjetjenske terrorister. Ved terrorangrebet i 1999 ramte en række bombeattentater en række boligkomplekser og medførte 219 døde samt en stor mængde sårede, og det var en medvirkende faktor til indledelse af den anden tjetjenske krig. Terrorangrebet i 2002 blev udført ved, at ca. 40 tjetjenske terrorister tog 912 personer som gidsler i Dubrovka-teateret. Dette angreb førte til, at 129 af gidslerne mistede livet.

### Fremtidig udvikling i Moskva
I Presnja i det centrale Moskva er man ved at byudvikle et tidligere industriområde til et helt nyt forretnings-, bolig- og underholdningsområde. Projektet kendes under navnet Moscow-City eller Moskvas Internationale Forretningskvarter, russisk: Moskovskij Mezjdunarodnyj Delovoj Tsentr; MMDT og er et byudviklingsprojekt, der kan sammenlignes med Ørestad. Der er allerede åbnet to metrostationer i området. Når projektet er færdigt, vil det rumme en af de højeste bygninger i verden, OKO-tårnet, samt Federation Tower, Wedding Palace og den nye bygning til Statsdumaen. I november 2008 blev byggeriet af Rusland-tårnet dog sat i bero grundet den globale økonomiske krise i 2008.
Der er 4 motorringveje, Haveringen (1. den inderste ringvej) og derefter den 2. ringvej fra centrum af byen samt den nyeste ringvej (den 3. fra centrum af byen) og endelig MKAD (den 4. ringvej fra centrum), som blev bygget, hvor bygrænsen (kommunegrænsen) før lå. Siden har der været kommunesammenlægninger med områder udenfor den 4. ringvej MKAD.

## Geografi
Moskva er beliggende i den europæiske del af Rusland, i gennemsnit 156 meter over havet på bakkerne mellem Oka og Volga langs Moskvafloden.
Moskvafloden krydser byens område med talrige mæandere fra sydøst til nordvest med en samlet længde på omkring 80 kilometer. Indenfor bygrænsen er floden mellem 120 og 200 meter bred og krydses af 49 broer. Der er omkring 120 små floder og bække, der flyder til Moskva-floden, men med undtagelse af 14 er de alle flyttet til underjordiske rørsystemer. Den i 1937 færdiggjorte 128 kilometer lange nord-sydgående Moskvakanalen i den vestlige del af byen giver mulighed for sejlads til Ivankovskojereservoiret eller Volga.
Byens nuværende grænse blev, med få undtagelser, lagt fast i 1962. Grænsen følger i store træk den 109 kilometer lange ydre ringvej (MKAD) og omslutter et areal på 1.081 km². De grønne områder tegner sig for omkring en tredjedel af byområdet. Dette omfatter omkring 100 parker og over 800 mindre anlæg med omkring 500 damme.

### Klima
Moskva har et fugtigt fastlandsklima (Köppens klimaklassifikation Dfb) med varme, fugtige somre og lange, kolde vintre. Typisk høje temperaturer i de varme måneder juli og august er omkring 22 °C. Om vinteren falder temperaturen normalt til ca. -9 °C. Den højeste temperatur, der er registreret juli 2010, er 38,2 °C. og den laveste er -42,2 °C i januar 1940.
Den månedlige nedbør varierer ikke så meget over året, men der falder dog mere nedbør om sommeren end om vinteren.

## Demografi
Ifølge Moskvas Statistiske Service har Moskva 13.274.285(2016) indbyggere. Dette tal inkluderer dog kun de personer, der officielt bor i byen, og det vurderes, at der derudover er adskillige millioner immigranter, fremmedarbejdere mv., der illegalt opholder sig i byen.
I århundreder har Moskva været den største by i Rusland og/eller Sovjetunionen. Sovjetunionens kollaps og den efterfølgende økonomiske nedtur for mange byer og områder i Rusland har ført til, at forskellen mellem Moskva og de øvrige russiske byer er blevet forøget.
Hele Rusland har de seneste år haft en høj dødelighed og en lav fødselsrate og dermed et faldende fødselstal. Til trods for dette øges Moskvas befolkning pga. et højt antal tilflyttere, mens befolkningstallet i mange andre russiske byer falder. Tilflytterne tiltrækkes bl.a. af Moskvas stærke økonomi. For at regulere tilflytningen har Moskva et internt passystem, der forhindrer ikke-beboere i at opholde sig mere end 90 dage i byen uden at registrere sig.
De 10 største etniske grupper ifølge folketællingen i 2002:
| - 84,83% russere - 2,44% ukrainere - 1,60% tatarer - 1,20% armeniere - 0,92% azeri | - 0,76% jøder - 0,57% hviderussere - 0,52% georgiere - 0,35% moldovere - 0,34% tadsjikker |

| Demografisk udvikling af Moskva mellem 1400 og 2016 |         |         |           |           |           |           |           |           |           |           |            |            |            |
| år                                                  | 1400    | 1638    | 1710      | 1725      | 1738      | 1775      | 1785      | 1811      | 1813      | 1825      | 1840       | 1856       | 1868       |
| befolkning                                          | 40.000  | 200.000 | 160.000   | 145.000   | 138.400   | 161.000   | 188.700   | 270.200   | 215.000   | 241.500   | 349.100    | 368.800    | 416.400    |
| år                                                  | 1871    | 1888    | 1897      | 1912      | 1920      | 1926      | 1939      | 1959      | 1979      | 1989      | 2002       | 2010       | 2016       |
| befolkning                                          | 601.969 | 753.459 | 1.038.600 | 1.617.157 | 1.027.300 | 2.101.200 | 4.609.200 | 6.133.100 | 8.142 200 | 8.972.300 | 10.383.000 | 11.503.501 | 12.330.126 |

## Politik
Bystyret har den udøvende magt i Moskva og består af byrådet og borgmesteren i Moskva. Den sidstnævnte bliver sammen med viceborgmesteren udvalgt efter forslag af statspræsidenten og dernæst valgt af byparlamentet. Den lovgivende magt ligger hos Moskvas duma. Disse består af sammenlagt 35 parlamentsmedlemmer, som bl.a. overvåger borgmesteren.
Vælgerne i Moskva, der udgør omkring ti procent af den samlede vælgerskare i Rusland, har generelt stemt på mere liberale eller socialistiske partier ved valgene siden begyndelsen af 1990'erne end resten af landet. En undtagelse fra denne tendens er det overvældende seneste valgresultat på mere end 70 procent for borgmesteren siden 1992 Jurij Luzhkov. Luzhkov bliver dog trods sin pragmatiske økonomi- og investeringspolitik i retning af Europa ikke betragtet som liberal og vestligstemt. Ved valget til byparlamentet i slutningen af 2005 vandt partiet Det Forenede Rusland og fik absolut flertal.
Moskva er centrum for al magt i Rusland, og Moskva er sæde for Ruslands præsident og dennes administration, regeringen samt talrige ministerier og agenturer. I centrum af byen ligger Kreml, som huser præsidentpaladset og mange faciliteter for parlamentet. Moskva er som andre hovedstæder hjemsted for fremmede landes ambassader og diplomater. Moskva er også udnævnt til føderal by som den ene af kun to byer, hvoraf Sankt Petersborg er den anden. Da alle føderale enheder i Rusland har to repræsentanter i det føderale råd, repræsenterer de mere end 10 mio. moskovitter kun 1,1 % af rådets stemmer, selv om de udgør 7,3 % af befolkningen.
Som sæde for Ruslands præsident er Moskvas bystyre naturligvis præget af denne koeksistens, men også af konflikter med Kreml og regeringen. Dette har i lang tid været en politisk faktor i hovedstaden. Den latente konflikt bliver forstærket, hvis byoverhovedet får ambitioner med hensyn til ledelsen af staten – eller de taler ham efter munden. De vigtigste aktører i denne konflikt er præsidenten, premierministeren og Moskvas borgmester samt de mange medarbejdere, som de har ansat.

### Moskvas okruger
Moskva er opdelt i 12 administrative okruger, der igen er opdelt i rajoner eller bymæssige bebyggelser. Byen har ikke en egentlig midtby, men tætte urbane bebyggelser spredt i byen. De vigtigste forretningskvarterer ligger i den ældste, centrale bydel Kitaj-gorod. Kitaj-gorod er en del af Tverskoj rajon. Ud over Tverskoj er der forretningskvarterer i Arbat og Presnenskij mod øst, hvor det fremtidige Moscow-City kommer til at ligge. Den Centrale administrative okrug har som helhed en stor koncentration af forretninger. Kreml, Rådhuset og store administrationsbygninger er placeret i Kitaj-gorod i Tverskoj rajon. I den Vestlige administrative Okrug er Moskvas statsuniversitet, Spurvebakkerne og Mosfilm-studierne placeret.
| #  | Administrativ okrug                 | Russisk navn                            | Indbyggertal | Areal (km²) | Befolkningstæthed Indb./km² | Moskvas administrative okruger |
| -- | ----------------------------------- | --------------------------------------- | ------------ | ----------- | --------------------------- | ------------------------------ |
| 1  | Centrale administrative okrug       | Центральный административный округ      | 757.137      | 66,1755     | 11.441                      |                                |
| 2  | Nordlige administrative okrug       | Северный административный округ         | 1.141.913    | 113,7260    | 10.041                      |                                |
| 3  | Nordøstlige administrative okrug    | Северо-Восточный административный округ | 1.398.481    | 101,8830    | 13.726                      |                                |
| 4  | Østlige administrative okrug        | Восточный административный округ        | 1.489.765    | 154,8355    | 9.622                       |                                |
| 5  | Sydøstlige administrative okrug     | Юго-Восточный административный округ    | 1.352.303    | 117,5597    | 11.503                      |                                |
| 6  | Sydlige administrative okrug        | Южный административный округ            | 1.754.613    | 131,7729    | 13.315                      |                                |
| 7  | Sydvestlige administrative okrug    | Юго-Западный административный округ     | 1.407.331    | 111,3622    | 12.637                      |                                |
| 8  | Vestlige administrative okrug       | Западный административный округ         | 1.333.813    | 153,0343    | 8.716                       |                                |
| 9  | Nordvestlige administrative okrug   | Северо-Западный административный округ  | 973.629      | 93,2810     | 10.438                      |                                |
| 10 | Zelenograd administrative okrug     | Зеленоградский административный округ   | 229.926      | 37,1999     | 6.181                       |                                |
| 11 | Novomoskovskij administrative okrug | Новомосковский административный округ   | 103.365      | 1084,3400   | 95                          |                                |
| 12 | Troitskij administrative okrug      | Троицкий административный округ         | 165.981      | 361,3600    |                             |                                |

## Kultur

### Museer og gallerier
Mange af Moskvas museer og gallerier har samlinger, der kan sammenlignes med de bedste vesteuropæiske og nordamerikanske.
Et af de mest markante museer i Moskva er Tretjakovgalleriet, som blev grundlagt af Pavel Tretjakov, en rig kunstmæcen som donerede en stor privat samling til byen. Nu er Tretjakov galleriet delt i to bygninger, Det gamle Tretjakov og Det nye Tretjakov. Det gamle Tretjakov er det originale galleri i Tretjakovskajaområdet på den sydlige bred af Moskvafloden, som huser klassiske russiske malerier, berømte arbejder fra før revolutionen fx malerier af Ilja Repin og tidlige russiske ikoner. Besøgende kan endda se originale ikoner af Andrej Rubljov. Det nye Tretjakov, skabt i sovjetæraen, består primært af arbejder af sovjetiske kunstnere samt nogle få nutidige kunstnere. De to bygninger har dog et vist overlap omkring kunst fra det tidlige 20. århundrede.
Et andet kunstmuseum i Moskva er Pusjkinmuseet, som blev grundlagt bl.a. af Marina Tsvetajevas far. Pusjkinmuseet kan sammenlignes med Nationalmuseet i København eller British Museum i London da det også indeholder et bredt udsnit af genstande fra mange civilisationer. Der er også malerier af fx Claude Monet, Paul Cézanne og Pablo Picasso.
Statens historiske museum (Государственный Исторический музей), der ligger mellem Den Røde Plads og Manege-pladsen, er et museum for den russiske historie.

### Teatre og andet
Moskva er også centrum for udøvende kunst, inklusiv ballet og film. Der er 93 teatre, 123 biografer og 24 koncerthuse i Moskva.
Blandt Moskvas mange teatre og balletstudioer er Bolsjojteatret, Malyi teatret, Vakhtangov teatret og Moskva kunstnerteater blandt de mest kendte. Statens centrale koncerthus Rossia, berømt for ballet og optrædener, har også ofte popstjerner som Alla Pugacheva til at optræde. Det lå tidligere i bygningen, der husede det nu nedrevne Hotel Rossiya, som var det største hotel i Europa.

### Arkitektur
Moskvas arkitektur er verdensberømt. Moskva er bl.a. kendt for at huse Vasilij-katedralen med de elegante løgkupler, samt Frelseren Kristus-Katedralen og de syv søstre.
I flere hundrede år var byens skyline domineret af talrige ortodokse kirker. Byens udseende blev dog drastisk ændret under sovjettiden, især på grund af Stalin, som stod i spidsen for en storstilet indsats for at modernisere byen. Han sørgede for brede alléer og veje, nogle af dem med ti kørebaner. I processen blev et stort antal historisk vigtige bygninger dog ødelagt, bl.a. Sukharevtårnet, samt talrige villaer og forretninger der lå langs de store veje og forskellige religiøse bygninger som Kazan-katedralen og Frelseren Kristus-Katedralen. I 1990'erne blev begge de sidstnævnte dog genopbygget på trods af kritik af de høje omkostninger og manglen på historisk perspektiv.
Der findes dog fortsat en række bevarede eksempler på zar-tidens arkitektur, deriblandt paladserne Ostankino og Kuskovo samt i bydelen Uzkoye.
I de senere år er byadministrationen blev bredt kritiseret for udbredt ødelæggelse af mange historiske bygninger. Så meget som en tredjedel af det historiske Moskva er blevet ødelagt de seneste få år. Andre historiske bygninger inklusiv Moskva Hotel (fra 1930) og stormagasinet Voyentorg (fra 1913) er blevet revet ned og genrejst med et uundgåeligt tab af historie til følge.

## Uddannelse
Der er 1.696 gymnasier i Moskva samt 91 colleges. Udover disse er der 222 institutioner, der tilbyder højere uddannelse, inklusiv 60 statsuniversiteter, heriblandt Lomonosov Moskvas statsuniversitet, der blev grundlagt i 1755. Universitetets hovedbygning, der ligger på Vorobyovy Gory (Spurvebakkerne), er 240 meter høj og var den højeste bygning udenfor USA, da den blev bygget. Universitetet har ca. 37.000 universitetsstuderende plus 10.000 gymnasieelever, som undervises der.
Moskva er det finansielle centrum for Rusland og mange af de tidligere Sovjetrepublikker og har derfor mange store handelsskoler, heriblandt Plekhanov Russiske akademi for økonomi og Statsuniversitet – Højere Økonomiskole.
Blandt andre vigtige uddannelsesinstitutioner er Moskvas statstekniske universitet, Moskvas konservatorium,, Det filmvidenskabelige institut, Moskva institut for fysik og teknologi og Moskvas luftfartsinstitut.

## Økonomi
De primære industrier i Moskva omfatter virksomheder indenfor den kemiske industri, metallurgi, fødevarer, tekstiler, møbler, energiproduktion, softwareudvikling og maskiner.
Pr. 2006 er der 8,47 million moskovitter i arbejdsstyrken. 1,73 million er ansat i staten, 4,42 millioner er ansat i private virksomheder, og 1,99 million er ansat i mindre forretninger. Der er 74.400, der officielt er registrerede som arbejdsløse, hvoraf 34.400 er berettigede til arbejdsløshedsunderstøttelse.
En stor del af Ruslands finansielle virksomheder er placeret i Moskva, da mange multinationale virksomheder har afdelinger og kontorer i byen. Siden den russiske finansielle krise i 1998 har flere forretningssektorer i Moskva vist eksponentielle vækstrater. Mange nye forretningscentre og kontorbygninger er blevet bygget i de seneste år. Som et resultat er mange tidligere industri- og forskningsfaciliteter blevet ombygget for at blive egnede til kontorbrug.
Selvom den overordnede økonomiske og politiske stabilitet er blevet forbedret i de senere år, er kriminalitet og korruption stadig et stort problem, der hindrer forretningsudvikling.
Cherkizovskiy-markedspladsen, kontrolleret af Aserbajdsjanere, er den største markedsplads i Europa med en daglig omsætning på omkring 120 mio. kr. og omkring 10.000 udbydere fra forskellige lande (inklusiv Kina, Tyrkiet, Aserbajdsjan og Indien).
I 2011 udnævnte Mercer Management Consulting Moskva som verdens fjerdedyreste by at bo i for udstationerede medarbejdere.[kilde mangler]
Worldwide Cost of Living Survey fastslår, at Moskva i 2011 kun er nr. 42 i verdensstatistikken over de dyreste byer at leve i.

## Transport

### Transport i byen
Moskvas vejsystem er centreret omkring Kreml, sædet for den russiske regering. Fra dette punkt spreder vejene sig nogenlunde lige udad for at mødes med en række cirkulære ringveje, jf. kortet til venstre.
Den første og inderste ring, Bulvarnoye Koltso (Boulevardringen), blev bygget, hvor der tidligere lå en bymur fra det 16. århundrede. Bymuren omkransede, hvad der tidligere blev kaldt Den Hvide By (Bely Gorod). Bulvarnoye Koltso er dog teknisk set ikke en ring, da den ikke danner en komplet cirkel, men derimod en hesteskolignende bue, der går fra Frelseren Kristus-Katedralen til Yauzafloden. Ydermere skifter Boulevardringen navn flere gange.
Den anden primære ring er Sadovoye Koltso (Haveringen). Som Boulevardringen følger Haveringen ruten for, hvor der tidligere lå en bymur fra det 16. århundrede. Den tredje ring, kaldet Tredje ring, blev færdiggjort i 2003 som en motorvej. Den fjerde transportring, endnu en motorvej, er ved at blive bygget. Den yderste ring er Moskva bil-ringvej (ofte kaldet MKAD, fra russisk Московская Кольцевая Автомобильная Дорога), som danner den omtrentlige grænse for byen.
Nogle af de veje, der ligger udenfor byen, fortsætter med at følge det cirkulære mønster, som ses indenfor bygrænsen.
Der er over 2,6 mio. biler i byen dagligt. De seneste år er der sket en eksplosion i antallet af biler, hvilket har medført, at trafikpropper og mangel på parkeringspladser er blevet et stort problem.

### Offentlig lokal transport
Den lokale transport inkluderer Moskvas metro med tolv linjer med 172 stationer, de fleste under jorden. Moskvas metro er et af de travleste metrosystemer i verden og betjener mere end syv millioner passagerer dagligt. Siden åbningen af den første linje i 1935 har metroen været kendt for den kunstneriske udsmykning af stationerne. Park Pobedy ("Sejrsparken"), som blev færdig i 2003, er den dybest beliggende metrostation i verden og indeholder også den længste rulletrappe i Europa. Firmaet, der driver metroen, driver også en monoraillinje.
Da metrostationerne udenfor centrum ligger relativt langt fra hinanden, op imod fire km, er der et omfattende busnetværk fra alle metrostationer, der dækker de omgivende beboelsesområder. Der er også et sporvognsnetværk.

### Transport ud af byen
Der er tre internationale lufthavne, der betjener Moskva. I 2015 var Sjeremetevo den travleste internationale lufthavn i Moskva-området med 31.280.000 passagerer. Domodedovo den næstvigtigste med 30,5 mio. passagerer og Vnukovo den mindste af de tre internationale lufthavne med 15,8 mio. passagerer.
Lufthavnene ligger mellem 8 km og 35 km fra MKAD-ringvejen.
Moskvas ni store jernbaneterminaler (russisk: vokzaly) ligger alle tæt på centrum. Den enkelte banegård håndterer tog fra et bestemt område af Eurasien. Der er også mange mindre jernbanestationer i Moskva. Togtransport er det foretrukne rejsemiddel for rejsende russere, da det er relativt billigt. Moskva er også den vestlige endestation for Den transsibiriske jernbane, som strækker sig over næsten 9.300 km, til den østlige endestation i Vladivostok ved Stillehavet.
Moskva har to flodterminaler til passagerer: (Sydlige flodterminal og Nordlige flodterminal eller Rechnoy vokzal). Ydermere er der motorbåde, som sejler op og ned ad Moskvafloden og Okafloden, som mest bruges til underholdning. Nordlige flodterminal, bygget i 1937, er desuden hovedudgangspunkt for langdistance-flodruterne. Der er også fragthavne, som betjener Moskva.
Udover fly, jernbane og flodtransport har Moskva en busstation for langdistanceruter (Moskva Avtovokzal).

## Sport
Moskva har en række sportsfaciliteter og er hjemsted for 63 stadioner (udover otte fodbold- og elleve atletikarenaer), hvoraf Luzjniki Stadion er det største med plads til 84.745 tilskuere, hvilket gør det til det fjerdestørste i Europa (det var vært for UEFA Cup 1998-99 og UEFA Champions League 2007-08 finalerne). 40 andre sportskomplekser ligger indenfor bygrænsen, inklusiv 24 med kunstig is. Der er ligeledes syv hestevæddeløbsbaner, hvoraf Moskvas centrale væddeløbsbane, grundlagt i 1834, er den største.
Moskva var vært for Sommer-OL 1980. Sejlsportskonkurrencerne blev dog afholdt i Tallinn i det nuværende Estland. Moskva bød ligeledes på Sommer-OL 2012, men tabte til London.
Fodbold er den populæreste sport i Moskva efterfulgt af ishockey.
Nogle af de største fodboldklubber er Dynamo Moskva, CSKA Moskva, Lokomotiv Moskva og Spartak Moskva, mens de største ishockeyklubber er HC CSKA Moskva og HC Spartak Moskva.

### Hooliganisme
Hooliganisme er blevet et alvorligt problem ved sportsarrangementer (først og fremmest fodbold). I 2002 blev et dusin irske fodboldfans angrebet ved en kamp mellem Rusland og Irland. En af irerne døde senere af sine kvæstelser. Senere samme år udbrud der optøjer under en kamp mellem Rusland og Japan på Pusjkinpladsen, hvor der blev smadret vinduer og ødelagt og afbrændt biler. Ligeledes blev fire japanske studerende mishandlet, og mere end 100 personer blev såret.

## Personer fra Moskva
- Ivan 1. af Moskva († 1340), storfyrste
- Peter den Store († 1725), tzar af Russland
- Aleksandr Pusjkin († 1837), forfatter
- Mikhail Lermontov († 1841), digter, maler, forfatter
- Fjodor Dostojevskij († 1881), forfatter
- Konstantin Stanislavskij († 1938), instruktør, pædagog, skuespiller
- Marina Raskova († 1943), sovjetisk pilot
- Nikolaj Vavilov († 1943), botaniker, genetiker
- Vasilij Kandinskij († 1944), kunstmaler
- Boris Pasternak († 1960), forfatter
- Vladimir Vysotskij, digter, sanger († 1980)
- Sergej Lavrov (1950-), politiker, udenrigsminister

## Venskabsbyer
Moskva er venskabsby med følgende byer:
| - Amman, Jordan - Amsterdam, Nederlandene - Ankara, Tyrkiet - Astana, Kasakhstan - Baku, Aserbajdsjan - Banja Luka, Bosnien-Hercegovina - Beijing, Kina - Beograd, Serbien - Berlin, Tyskland - Brest, Hviderusland - Brussels, Belgien - Bukarest, Rumænien - Chicago, United States - Donetsk, Ukraine - Sofia, Bulgarien - Düsseldorf, Tyskland - Ensenada, Mexico - Gandja, Aserbajdsjan - Hanoi, Vietnam - Ho Chi Minh City, Vietnam | - Ingolstadt, Tyskland - Jakarta, Indonesien - Jelgava, Letland - Kharkiv, Ukraine - Rostov ved Don, Rusland - Kolomna, Rusland - Narjan-Mar, Rusland - Kraków, Polen - La Paz, Bolivia - Limoges, Frankrig - Ljubljana, Slovenien - London, United Kingdom - Madrid, Spanien - Manila, Filippinerne - Nicosia, Cypern - Paris, Frankrig - Pazardzhik, Bulgarien - Prag, Tjekkiet - Ramallah, Palestina - Slavonski Brod, Kroatien | - Rasht, Iran - Reykjavík, Island - Reynosa, Mexico - Riga, Letland - São Paulo, Brasilien - Seoul, Syd Korea - Tallinn, Estland - Tel Aviv, Israel - Tehran, Iran - Tirana, Albanien - Tokyo, Japan - Tunis, Tunesien - Ulan Bator, Mongoliet - Valenciennes, Frankrig - Wien, Østrig - Warszawa, Polen - Jerevan, Armenien - Vilnius, Litauen - Kyiv, Ukraine |